# Coppa Italia 2012-2013
La Coppa Italia 2012-2013 è stata la 66ª edizione della manifestazione calcistica. È iniziata il 4 agosto 2012 e si è conclusa il 26 maggio 2013. La finale che ha visto affrontarsi la Roma e la Lazio nel derby capitolino, vinto dai biancocelesti per 1-0 con un goal di Lulić; è stata la terza volta, nella storia della coppa nazionale, in cui l'epilogo è stato deciso in una stracittadina – dopo le edizioni del 1937-1938 e del 1976-1977 –, nonché la prima assoluta in cui il derby della Capitale ha assegnato un trofeo ufficiale.
Per il sesto anno consecutivo la finale si è giocata allo Stadio Olimpico di Roma. La squadra vincitrice si è qualificata per l'UEFA Europa League 2013-2014.
A partire dal 4º turno preliminare anche in Coppa Italia, come già nel campionato di Serie A, è entrata in vigore la novità regolamentare della cosiddetta panchina lunga (già in vigore dal 1994 nelle fasi finali delle competizioni per squadre nazionali, e dal 2005 nella Coppa del mondo per club): ciascuna squadra può portare in panchina fino a 12 calciatori di riserva (e non più fino a 7). La Lega Serie A ha invece deciso di rinviare, in questa competizione, l'utilizzo degli arbitri di porta (adottato da questa stagione in Serie A e nella Supercoppa italiana).

## Formula
La formula della manifestazione è la stessa delle quattro precedenti edizioni.
Partecipano tutte le 20 società di Serie A e tutte le 22 di Serie B. A esse si aggiungono 27 società selezionate dalla Lega Pro e 9 selezionate dal Comitato Interregionale della Lega Nazionale Dilettanti, per un totale di 78 club partecipanti. Il numero delle squadre partecipanti è di gran lunga inferiore rispetto a quello delle coppe nazionali degli altri principali paesi Europei (Inghilterra, Spagna, Germania, Francia).
La Lega Pro, fra le squadre che hanno ottenuto la regolare iscrizione ai campionati, ha selezionato così i propri club: i 4 retrocessi dalla Serie B 2011-2012, i 6 migliori non promossi in ciascuno dei due gironi della Prima Divisione 2011-2012 più la migliore settima non promossa tra i due gironi, i 4 migliori in ciascuno dei due gironi della Seconda Divisione 2011-2012 (i tre promossi e il perdente della finale play-off). Dal momento che fra queste squadre sono già incluse le due finaliste della Coppa Italia Lega Pro 2011-2012, sono state ammesse una settima squadra dal Girone A della Prima Divisione 2011-2012 (in luogo del Pisa migliore quarto non promosso del Girone A) e una ottava squadra dal Girone B della Prima Divisione 2011-2012 (al posto dello Spezia promosso in Serie B).
La Lega Nazionale Dilettanti ha selezionato un club per ciascun girone della Serie D 2011-2012, scelto scorrendo la classifica dal 2º posto in giù, senza tener conto dell'esito dei playoff. La competizione è interamente a eliminazione diretta. Con eccezione delle semifinali, tutti i turni si svolgono in gara unica, con eventuali tempi supplementari e calci di rigore. Le semifinali saranno invece disputate con gare di andata e ritorno, col meccanismo delle coppe europee, ovvero in caso di pareggio dopo 180 minuti a passare il turno è la squadra che ha totalizzato il maggior numero di reti in trasferta; in caso di parità anche nei gol segnati fuori casa si procede con i tempi supplementari e i calci di rigore.
Le società di Lega Pro e Serie D entrano in gioco sin dal primo turno, a eccezione del Lecce retrocesso in Prima Divisione per effetto dello scandalo del calcioscommesse. Fra le società di Serie B, il L.R. Vicenza (ripescato tra i cadetti al posto dei pugliesi) entra fin dal 1º turno, le altre dal secondo unitamente al Lecce. Infine, 12 squadre di serie A debuttano al terzo turno mentre le 8 teste di serie esordiscono solo negli ottavi di finale. Il sorteggio del tabellone è stato effettuato il 25 luglio 2012 presso la sede della Lega Serie A a Milano.
All'interno della propria fascia di ranking, a ciascuna squadra è assegnato un numero di tabellone tramite sorteggio, eccezion fatta per le squadre che entrano in gioco al terzo turno, il cui numero dipende dalla posizione in classifica nell'anno precedente.
Nei turni in partita unica usufruisce del fattore campo la squadra con il piazzamento migliore nel campionato 2011-2012. A partire dai quarti di finale se due squadre che giocano sullo stesso campo hanno entrambe il diritto di giocare in casa, per evitare concomitanze, viene invertito il campo di uno dei quarti di finale, privilegiando la squadra che nel campionato precedente ha ottenuto una classifica migliore.

## Squadre partecipanti
Di seguito l'elenco delle squadre partecipanti.

### Serie A
Le 20 squadre
| - Atalanta - Bologna - Cagliari - Catania - Chievo | - Fiorentina - Genoa - Inter * - Juventus * - Lazio * | - Milan * - Napoli * - Palermo - Parma * - Pescara | - Roma * - Sampdoria - Siena - Torino - Udinese * |

Le squadre contrassegnate dall'asterisco sono automaticamente qualificate agli ottavi di finale.

### Serie B
Le 22 squadre
| - Ascoli - Bari - Brescia - Cesena - Cittadella - Crotone | - Empoli - Grosseto - Juve Stabia - Livorno - Modena - Novara | - Padova - Pro Vercelli - Reggina - Sassuolo - Spezia - Ternana | - Varese - Verona - Vicenza - Virtus Lanciano |

### Lega Pro
Le 26 squadre di Prima Divisione
| - AlbinoLeffe - Fidelis Andria - Avellino - Barletta - Benevento - Carpi - Carrarese | - Catanzaro - Cremonese - Cuneo - Frosinone - Gubbio - Lecce - Lumezzane | - Nocerina - Paganese - Perugia - Pisa - Portogruaro - Reggiana - San Marino | - Sorrento - Südtirol - Trapani - Treviso - Virtus Entella |

La squadra di Seconda Divisione
| - Chieti |

### Lega Nazionale Dilettanti
Le 9 squadre di Serie D
| - Arezzo - Chieri - Città di Marino | - Cosenza - Delta Porto Tolle - Este | - Pontisola - Sambenedettese - Sarnese |

## Date
| Fase        | Turno            | Andata                                | Ritorno                               |
| ----------- | ---------------- | ------------------------------------- | ------------------------------------- |
| Preliminari | 1º turno         | 4 agosto e 5 agosto 2012              | 4 agosto e 5 agosto 2012              |
| Preliminari | 2º turno         | 11 agosto e 12 agosto 2012            | 11 agosto e 12 agosto 2012            |
| Preliminari | 3º turno         | 18 agosto 2012                        | 18 agosto 2012                        |
| Preliminari | 4º turno         | 28 novembre 2012                      | 28 novembre 2012                      |
| Fase Finale | Ottavi di finale | 12 dicembre 2012                      | 12 dicembre 2012                      |
| Fase Finale | Quarti di finale | 9 gennaio 2013                        | 9 gennaio 2013                        |
| Fase Finale | Semifinali       | 23 gennaio 2013                       | 30 gennaio 2013                       |
| Fase Finale | Finale           | 26 maggio 2013 Roma (Stadio Olimpico) | 26 maggio 2013 Roma (Stadio Olimpico) |

## Calendario
Il tabellone è stato sorteggiato il 25 luglio 2012 nella sede della Lega Serie A a Milano.

### Turni preliminari

#### Primo turno
Si è disputato sabato 4 e domenica 5 agosto 2012.
| Squadra 1    | Risultato       | Squadra 2         |
| ------------ | --------------- | ----------------- |
| Cremonese    | 4 - 0           | Chieri            |
| Reggiana     | 0 - 2           | Virtus Entella    |
| Gubbio       | 4 - 5 (dts)     | Pontisola         |
| Benevento    | 1 - 0           | San Marino        |
| Barletta     | 0 - 3           | Perugia           |
| Pisa         | 2 - 0           | Arezzo            |
| Lumezzane    | 3 - 0           | Sarnese           |
| Frosinone    | 2 - 0 (dts)     | Delta Porto Tolle |
| L.R. Vicenza | 6 - 0           | Fidelis Andria    |
| AlbinoLeffe  | 0 - 3           | Chieti            |
| Avellino     | 3 - 1           | Sambenedettese    |
| Carrarese    | 5 - 4           | Catanzaro         |
| Trapani      | 2 - 1           | Este              |
| Portogruaro  | 3 - 1           | Cosenza           |
| Südtirol     | 1 - 1 (4-3 dtr) | Cuneo             |
| Nocerina     | 1 - 0           | Paganese          |
| Sorrento     | 2 - 0           | Treviso           |
| Carpi        | 5 - 0           | Città di Marino   |

#### Secondo turno
Si è disputato sabato 11 e domenica 12 agosto 2012.
| Squadra 1      | Risultato       | Squadra 2       |
| -------------- | --------------- | --------------- |
| Brescia        | 1 - 2 (dts)     | Cremonese       |
| Virtus Entella | 2 - 3           | Verona          |
| Varese         | 2 - 1           | Pontisola       |
| Livorno        | 2 - 1           | Benevento       |
| Perugia        | 4 - 1 (dts)     | Bari            |
| Padova         | 2 - 2 (4-2 dtr) | Pisa            |
| Cesena         | 2 - 1 (dts)     | Pro Vercelli    |
| Crotone        | 3 - 2           | Virtus Lanciano |
| Novara         | 4 - 3           | Lumezzane       |
| Juve Stabia    | 3 - 0           | Frosinone :     |
| Empoli         | 1 - 2           | L.R. Vicenza    |
| Lecce          | 3 - 1           | Chieti          |
| Sassuolo       | 1 - 0           | Avellino        |
| Cittadella     | 2 - 0           | Carrarese       |
| Ternana        | 2 - 0           | Trapani         |
| Ascoli         | 2 - 1 (dts)     | Portogruaro     |
| Modena         | 2 - 0           | Südtirol        |
| Reggina        | 1 - 0           | Nocerina        |
| Spezia         | 4 - 1           | Sorrento        |
| Grosseto       | 1 - 3           | Carpi           |

Note
1. 1 2  Inversione di campo rispetto all'esito del sorteggio.

#### Terzo turno
Si è disputato sabato 18 e domenica 19 agosto 2012.
| Squadra 1   | Risultato       | Squadra 2    |
| ----------- | --------------- | ------------ |
| Palermo     | 3 - 1           | Cremonese    |
| Genoa       | 1 - 1 (1-4 dtr) | Verona       |
| Bologna     | 2 - 1           | Varese       |
| Livorno     | 4 - 1           | Perugia      |
| Atalanta    | 2 - 0           | Padova       |
| Cesena      | 3 - 2           | Crotone      |
| Fiorentina  | 2 - 0           | Novara       |
| Juve Stabia | 1 - 1 (4-3 dtr) | Sampdoria    |
| Siena       | 4 - 2           | L.R. Vicenza |
| Torino      | 4 - 2           | Lecce        |
| Catania     | 1 - 0           | Sassuolo     |
| Cittadella  | 1 - 0           | Ternana      |
| Chievo      | 4 - 0           | Ascoli       |
| Modena      | 1 - 5 (dts)     | Reggina      |
| Cagliari    | 2 - 1           | Spezia       |
| Pescara     | 1 - 0           | Carpi        |

Note
1. ↑  Inversione di campo rispetto all'esito del sorteggio.

#### Quarto turno
Si è disputato tra martedì 27, mercoledì 28 novembre, martedì 4 e mercoledì 5 dicembre 2012.
| Squadra 1  | Risultato   | Squadra 2   |
| ---------- | ----------- | ----------- |
| Palermo    | 1 - 2       | Verona      |
| Bologna    | 1 - 0       | Livorno     |
| Atalanta   | 3 - 1       | Cesena      |
| Fiorentina | 2 - 0       | Juve Stabia |
| Siena      | 2 - 0       | Torino      |
| Catania    | 3 - 1 (dts) | Cittadella  |
| Chievo     | 0 - 1       | Reggina     |
| Cagliari   | 4 - 2       | Pescara     |

### Fase finale

#### Ottavi di finale
Si sono disputati martedì 11, mercoledì 12, giovedì 13, martedì 18 e mercoledì 19 dicembre 2012.
| Squadra 1 | Risultato       | Squadra 2  |
| --------- | --------------- | ---------- |
| Inter     | 2 - 0           | Verona     |
| Napoli    | 1 - 2           | Bologna    |
| Roma      | 3 - 0           | Atalanta   |
| Udinese   | 0 - 1           | Fiorentina |
| Lazio     | 1 - 1 (4-1 dtr) | Siena      |
| Parma     | 1 - 1 (3-4 dtr) | Catania    |
| Milan     | 3 - 0           | Reggina    |
| Juventus  | 1 - 0           | Cagliari   |

#### Quarti di finale
Si sono disputati martedì 8, mercoledì 9, martedì 15 e mercoledì 16 gennaio 2013. Nell'unico scontro diretto tra teste di serie (Juventus-Milan) il fattore campo è stato determinato dal sorteggio svolto a inizio stagione; negli altri tre casi la squadra testa di serie ha diritto a giocare in casa contro quella non testa di serie. Fa eccezione la partita Roma-Fiorentina per la quale la Lega Serie A ha disposto l'inversione del campo in applicazione del regolamento.
| Squadra 1  | Risultato   | Squadra 2 |
| ---------- | ----------- | --------- |
| Inter      | 3 - 2 (dts) | Bologna   |
| Fiorentina | 0 - 1 (dts) | Roma      |
| Lazio      | 3 - 0       | Catania   |
| Juventus   | 2 - 1 (dts) | Milan     |

#### Semifinali
Le gare si disputano in doppio turno di andata e ritorno, rispettivamente martedì 22 gennaio e mercoledì 23 gennaio 2013 le semifinali di andata e martedì 29 gennaio e mercoledì 17 aprile 2013 le semifinali di ritorno. In applicazione del Regolamento Tim Cup 2012-2015 "Se due società che disputano le gare interne sul medesimo campo hanno concomitanza di gare di semifinale in casa, la vincente della competizione o, in subordine, la società meglio classificata in campionato al termine della stagione precedente a quella in cui si disputa la competizione ha il diritto di giocare in casa la gara di ritorno, mentre l'altra gioca in casa la gara di andata", la Roma ha giocato la semifinale di andata a Roma, mentre c'è stata l'inversione di campo per Lazio-Juventus, che hanno dunque giocato l'andata a Torino.
| Squadra 1 | Totale | Squadra 2 | Andata | Ritorno |
| --------- | ------ | --------- | ------ | ------- |
| Roma      | 5 - 3  | Inter     | 2 - 1  | 3 - 2   |
| Juventus  | 2 - 3  | Lazio     | 1 - 1  | 1 - 2   |

#### Finale
La finale si è disputata per il sesto anno consecutivo in gara unica allo stadio Olimpico di Roma. L'incontro si è giocato il 26 maggio 2013. È stato il terzo derby a decidere una finale di Coppa Italia, il primo capitolino dopo quello della Mole del 1937-1938 e quello della Madonnina del 1976-1977.
| Arbitro: | Orsato (Schio) |

|  |           |           |
|  | Marcatori | 71’ Lulić |

| Roma | Lazio |

##### Formazioni
|                     |    |                       |     |     |
|                     |    |                       |     |     |
| P                   | 1  | Bogdan Lobonț         |     |     |
| TD                  | 3  | Marquinhos            |     |     |
| DC                  | 5  | Leandro Castán        |     |     |
| DC                  | 29 | Nicolás Burdisso      | 87’ |     |
| TS                  | 42 | Federico Balzaretti   | 11’ | 76’ |
| CC                  | 4  | Michael Bradley       |     |     |
| CC                  | 16 | Daniele De Rossi      |     |     |
| ED                  | 8  | Erik Lamela           |     |     |
| TRQ                 | 10 | Francesco Totti (c)   | 91’ |     |
| ES                  | 7  | Marquinho             | 26’ | 83’ |
| ATT                 | 22 | Mattia Destro         |     |     |
| Sostituzioni:       |    |                       |     |     |
| P                   | 13 | Mauro Goicoechea      |     |     |
| P                   | 55 | Tomas Švedkauskas     |     |     |
| D                   | 23 | Iván Piris            |     |     |
| D                   | 27 | Dodô                  |     | 83’ |
| D                   | 46 | Alessio Romagnoli     |     |     |
| C                   | 11 | Rodrigo Taddei        |     |     |
| C                   | 15 | Miralem Pjanić        |     |     |
| C                   | 20 | Simone Perrotta       |     |     |
| C                   | 48 | Alessandro Florenzi   |     |     |
| C                   | 77 | Panagiōtīs Tachtsidīs |     |     |
| A                   | 9  | Pablo Osvaldo         |     | 76’ |
| A                   | 17 | Nico Lopez            |     |     |
| Allenatore:         |    |                       |     |     |
| Aurelio Andreazzoli |    |                       |     |     |

|                   |    |                             |     |       |
|                   |    |                             |     |       |
| P                 | 22 | Federico Marchetti          |     |       |
| TD                | 29 | Abdoulay Konko              |     |       |
| DC                | 20 | Giuseppe Biava              |     |       |
| DC                | 27 | Lorik Cana                  |     |       |
| TS                | 26 | Ștefan Radu                 |     |       |
| MED               | 24 | Cristian Daniel Ledesma (c) | 1’  | 54’   |
| ED                | 87 | Antonio Candreva            |     |       |
| CC                | 8  | Hernanes                    | 32’ | 84’   |
| CC                | 23 | Ogenyi Onazi                |     | 90+2’ |
| ES                | 19 | Senad Lulić                 | 75’ |       |
| ATT               | 11 | Miroslav Klose              | 39’ |       |
| Sostituzioni:     |    |                             |     |       |
| P                 | 1  | Albano Bizzarri             |     |       |
| P                 | 95 | Thomas Strakosha            |     |       |
| D                 | 2  | Michaël Ciani               |     | 90+2’ |
| D                 | 3  | André Dias                  |     |       |
| D                 | 17 | Bruno Pereirinha            |     |       |
| D                 | 33 | Marius Stankevičius         |     |       |
| C                 | 4  | Luca Crecco                 |     |       |
| C                 | 6  | Stefano Mauri               |     | 54’   |
| C                 | 7  | Ederson                     |     |       |
| C                 | 15 | Álvaro González             |     | 84’   |
| A                 | 18 | Libor Kozák                 |     |       |
| A                 | 99 | Sergio Floccari             |     |       |
| Allenatore:       |    |                             |     |       |
| Vladimir Petković |    |                             |     |       |

## Tabellone (dagli ottavi)
|  | Ottavi di finale | Ottavi di finale |   |                | Quarti di finale | Quarti di finale |  |          | Semifinali | Semifinali | Semifinali | Semifinali |  |      | Finale | Finale |
|  |                  |                  |   |                |                  |                  |  |          |            |            |            |            |  |      |        |        |
|  | Udinese          | 0                |   |                |                  |                  |  |          |            |            |            |            |  |      |        |        |
|  | Fiorentina       | 1                |   |                |                  |                  |  |          |            |            |            |            |  |      |        |        |
|  | Fiorentina       | 1                |   | Fiorentina     | 0                |                  |  |          |            |            |            |            |  |      |        |        |
|  |                  |                  |   | Fiorentina     | 0                |                  |  |          |            |            |            |            |  |      |        |        |
|  |                  | Roma (dts)       | 1 |                |                  |                  |  |          |            |            |            |            |  |      |        |        |
|  | Roma             | Roma (dts)       | 1 | 3              |                  |                  |  |          |            |            |            |            |  |      |        |        |
|  | Roma             |                  |   | 3              |                  |                  |  |          |            |            |            |            |  |      |        |        |
|  | Atalanta         | 0                |   |                |                  |                  |  |          |            |            |            |            |  |      |        |        |
|  | Atalanta         | 0                |   |                |                  |                  |  | Roma     | 2          | 3          | 5          |            |  |      |        |        |
|  |                  |                  |   |                |                  |                  |  | Roma     | 2          | 3          | 5          |            |  |      |        |        |
|  |                  | Inter            | 1 | 2              | 3                |                  |  |          |            |            |            |            |  |      |        |        |
|  | Inter            | Inter            | 1 | 2              | 3                | 2                |  |          |            |            |            |            |  |      |        |        |
|  | Inter            |                  |   |                |                  | 2                |  |          |            |            |            |            |  |      |        |        |
|  | Verona           | 0                |   |                |                  |                  |  |          |            |            |            |            |  |      |        |        |
|  | Verona           | 0                |   | Inter (dts)    | 3                |                  |  |          |            |            |            |            |  |      |        |        |
|  |                  |                  |   | Inter (dts)    | 3                |                  |  |          |            |            |            |            |  |      |        |        |
|  |                  | Bologna          | 2 |                |                  |                  |  |          |            |            |            |            |  |      |        |        |
|  | Napoli           | Bologna          | 2 | 1              |                  |                  |  |          |            |            |            |            |  |      |        |        |
|  | Napoli           |                  |   | 1              |                  |                  |  |          |            |            |            |            |  |      |        |        |
|  | Bologna          | 2                |   |                |                  |                  |  |          |            |            |            |            |  |      |        |        |
|  | Bologna          | 2                |   |                |                  |                  |  |          |            |            |            |            |  | Roma | 0      |        |
|  |                  |                  |   |                |                  |                  |  |          |            |            |            |            |  | Roma | 0      |        |
|  |                  | Lazio            | 1 |                |                  |                  |  |          |            |            |            |            |  |      |        |        |
|  | Juventus         | Lazio            | 1 | 1              |                  |                  |  |          |            |            |            |            |  |      |        |        |
|  | Juventus         |                  |   | 1              |                  |                  |  |          |            |            |            |            |  |      |        |        |
|  | Cagliari         | 0                |   |                |                  |                  |  |          |            |            |            |            |  |      |        |        |
|  | Cagliari         | 0                |   | Juventus (dts) | 2                |                  |  |          |            |            |            |            |  |      |        |        |
|  |                  |                  |   | Juventus (dts) | 2                |                  |  |          |            |            |            |            |  |      |        |        |
|  |                  | Milan            | 1 |                |                  |                  |  |          |            |            |            |            |  |      |        |        |
|  | Milan            | Milan            | 1 | 3              |                  |                  |  |          |            |            |            |            |  |      |        |        |
|  | Milan            |                  |   | 3              |                  |                  |  |          |            |            |            |            |  |      |        |        |
|  | Reggina          | 0                |   |                |                  |                  |  |          |            |            |            |            |  |      |        |        |
|  | Reggina          | 0                |   |                |                  |                  |  | Juventus | 1          | 1          | 2          |            |  |      |        |        |
|  |                  |                  |   |                |                  |                  |  | Juventus | 1          | 1          | 2          |            |  |      |        |        |
|  |                  | Lazio            | 1 | 2              | 3                |                  |  |          |            |            |            |            |  |      |        |        |
|  | Lazio (dtr)      | Lazio            | 1 | 2              | 3                | 1 (4)            |  |          |            |            |            |            |  |      |        |        |
|  | Lazio (dtr)      |                  |   |                |                  | 1 (4)            |  |          |            |            |            |            |  |      |        |        |
|  | Siena            | 1 (1)            |   |                |                  |                  |  |          |            |            |            |            |  |      |        |        |
|  | Siena            | 1 (1)            |   | Lazio          | 3                |                  |  |          |            |            |            |            |  |      |        |        |
|  |                  |                  |   | Lazio          | 3                |                  |  |          |            |            |            |            |  |      |        |        |
|  |                  | Catania          | 0 |                |                  |                  |  |          |            |            |            |            |  |      |        |        |
|  | Parma            | Catania          | 0 | 1 (3)          |                  |                  |  |          |            |            |            |            |  |      |        |        |
|  | Parma            |                  |   | 1 (3)          |                  |                  |  |          |            |            |            |            |  |      |        |        |
|  | Catania (dtr)    | 1 (4)            |   |                |                  |                  |  |          |            |            |            |            |  |      |        |        |

## Record
- Maggior numero di partite giocate: Lazio e Roma (5)
- Maggior numero di vittorie: Roma (4)
- Miglior attacco: Vicenza (10 gol fatti)
- Miglior difesa:  Chievo, Cuneo, Fiorentina, Genoa, Nocerina, Paganese, Parma, Sampdoria, San Marino, Sassuolo, Ternana e Udinese (1 gol subito)
- Peggior difesa: Andria, Carrarese, Ponte San Pietro Isola, e Verona (6 gol subiti)
- Miglior differenza reti: Carpi, Roma e Vicenza (+6)
- Peggior differenza reti: Andria (-6)
- Partita con più reti: Gubbio - Ponte San Pietro Isola 4-5 e Carrarese - Catanzaro 5-4 (9)
- Partita con maggiore scarto di reti: Vicenza-Andria 6-0 (6)

## Classifica marcatori
Aggiornata al 26 maggio 2013.
| Gol | Rigori |  | Giocatore          | Squadra   |
| --- | ------ |  | ------------------ | --------- |
| 5   |        |  | Mattia Destro      | Roma      |
| 3   |        |  | Federico Dionisi   | Livorno   |
| 3   |        |  | Thiago Ribeiro     | Cagliari  |
| 3   | 1      |  | Alberto Filippini  | Cremonese |
| 3   | 1      |  | Giampiero Clemente | Perugia   |